# Gualtiero Belvederi
Gualtiero Belvederi (Bologna, 1852 – ...) è stato un giornalista, librettista e traduttore italiano.

## Biografia
Laureato in lettere e legge, collaborò a diversi periodici: Tribuna, Rassegna Gregoriana, Il Mattino, Il Veneto (del quale fu fondatore). Amico di Ruggero Leoncavallo, gli scrisse il libretto d'opera Mameli. Tradusse Storia della decadenza e caduta dello [sic] Impero Romano di Edward Gibbon, edizione curata da Ettore Pais (STEN, 1926).